# Blomstrende tider
Blomstrende tider er en svensk film fra 1980 instrueret af John O. Olsson. I filmen medvirker blandt andre Krister Henriksson og Margreth Weivers.
Filmen havde premiere den 28. januar 1980.

## Handling
En ung mand vender hjem til lillebyen efter et års ophold på Cypern, hvor han har været FN-soldat. Efter hjemkomsten går det op for ham, at der er sket store ændringer.

## Medvirkende
- Krister Henriksson som Jussi Bergström
- Margreth Weivers som Ella
- Åke Lindström som Jussis far
- Peter Lindgren som Joel
- Carl-Gustaf Lindstedt som Göte Larsson
- Siv Ericks som Gurli
- Jan Nygren som Norell
- Halvar Björk som Dallas
- Keve Hjelm som Henry
- Essy Persson som Doris
- Sven Lindberg som Blomkvist
- Carli Tornehave som Erland